# いきなりマリッジ
『いきなりマリッジ』（英題名：Suddenly, marriage）は、2018年6月11日からAbemaTVで配信されていたバラエティ番組である。2018年7月30日に終了後、2019年2月2日から土曜22時に枠移動し、『＂新婚＂観察リアリティーショー いきなりマリッジ2』（以下、シーズン2）がスタート。同年11月から『いきなりマリッジ3』、2020年8月から『いきなりマリッジ 結婚に本当に必要なこと』（以下、シーズン4）を開始。
略称はいずれとも「いきなりマリッジ」、「いきマリ」。

## 内容
初対面の男女に結婚届を書いてもらい、実際に結婚式をセッティング。その後30日間の新婚生活を送り、そのまま本当の夫婦になるのか別れを選択するのか、その一部始終に密着するリアリティーショー。MCは陣内智則。
出演者は事前に番組で募り、性格診断サービス「m-gram」で相性抜群と診断された初対面の男女が選ばれ、新婚生活用の新居として隠しカメラが至る所に仕込まれた一軒家が番組側で用意される。新婚生活中の仕事、デートなどの外出は自由で、“家出”も許されている（シーズン2で発生）。同居を30日未満で解消するギブアップも可能（シーズン1で発生）。
同居中は性行為なども「結婚中」ということで互いの合意はあれば可能であるが、過去にはどちらかが拒否するなどの理由で例がない。シーズン1最終回では後悔する出演者も存在した。
MCの陣内は「今までになくヒリヒリするリアル恋愛バラエティ番組」と番組の印象を述べている。
無事に婚姻届を提出した際には、番組より祝儀として300万円が贈呈されるがこれもシーズン3終了時点で出ていない。
2019年8月20日にはテレビ朝日『アベマの時間』枠で再編集版を放送する。同年11月16日よりシーズン3を配信開始。放送時間が30分に短縮された。これまでの陣内も続投する上、紗栄子がMCに加わる。シーズン1、2では2組を並行して追い配信したが、シーズン3では配信時間短縮もあり1組ごとに追う構成へと変更している。
2020年8月1日開始のシーズン4では、カップルを決めるお見合い時点から開始するリニューアルを図る。しかし、同月28日に出演者の濱崎麻莉亜が死去したことが発表され、これに伴い、番組の制作および配信を見合わせることが決定された。
その後、「恋愛ドラマな恋がしたい」が、9月26日から放送開始されたため、当番組は実質的に打ち切りとなった。

## 出演者

### スタジオMC
- 陣内智則
- 小柳津林太郎（シーズン2）
- 紗栄子（シーズン3）
- 週替わり女性ゲスト

### カップル

#### シーズン1
- スミレ＆トモタカ
- キヨミ＆ツヨシ[15]

#### シーズン2
- ヤスオ＆エリカ
- ユウタ＆カナ

#### シーズン3
- ジュンペイ＆ヒナ[16]
- ナツキ＆タケル

#### シーズン4
- 澤田明男（アキオ）[17]
- 高橋勲（イサオ）[17]
- 西片圭佑（ケイスケ）[17]
- SADA[17]
- 藤森翔（ショウ）[17]
- セイシロウ[17]
- 梅田隆紘（タカヒロ）[17]
- 鈴木陽太（ヨウタ）[17]
- 出口亜梨沙（アリサ）[17]
- 森絵里（エリ）[17]
- ガブリエラ令子（ガブリエラ）[17]
- chie.s[17]
- チサト[17]
- 濱崎麻莉亜（マリア）[17]
- 横町ももこ（モモコ）[17]
- ラン[17]

## 音楽
- Rake「100万回の「I love you」」

## スタッフ
- ナレーション：葵井歌菜
- 制作協力：ロケットエンターテインメント
- 制作著作：AbemaTV

## 関連
- さよならプロポーズ - 2019年のウェブテレビ番組。本項目のスタッフが再結集し制作[18]。
- いきなり結婚生活 - 2006年に放送された同様の趣旨のテレビ番組。